# Marek Gorgoń
Marek Gorgoń (ur. 22 marca 1963) – polski profesor nauk technicznych Akademii Górniczo-Hutniczej w Krakowie,  Prorektor ds. Nauki AGH od 2020 roku.

## Życiorys
Studia na Akademii Górniczo-Hutniczej od 1982 roku, praca od 1988 roku. Stopień doktora nauk technicznych uzyskał w roku 1995 na podstawie rozprawy pt. Ocena specjalizowanych procesorów pod kątem ich przydatności do wstępnego przetwarzania obrazu, napisanej pod kierunkiem prof. Ryszarda Tadeusiewicza. Habilitację uzyskał w 2007 r. na podstawie pracy Architektury rekonfigurowalne do przetwarzania i analizy obrazu oraz dekowania cyfrowego sygnału wideo. W 2015 r. został mu nadany tytuł profesora nauk technicznych. Związany z Wydziałem Elektrotechniki, Automatyki, Informatyki i Inżynierii Biomedycznej.
Instruktor Związku Harcerstwa Rzeczypospolitej w stopniu harcmistrza, był członkiem Rady Naczelnej ZHR(1997-1999 i 2004-2006) i Komisji Harcmistrzowskiej ZHR (1996-1997).